# Gouania lupuloides
Gouania lupuloides, con el nombre común de bejuco leñatero o jaboncillo, es una especie de planta fanerógama de la familia Rhamnaceae. Es originaria de las Antillas. Es una planta trepadora con un tallo leñoso que crece en setos en las colinas.

## Descripción
Es una planta trepadora que alcanza un tamaño de hasta 10 m de largo, las ramitas más o menos lampiñas; las hojas son membranosas, aovadas a elípticas, agudas a acuminadas en el ápice, redondeadas a subacorazonadas en la base, de 4-10 cm de largo y 2-6 cm de ancho, crenado-aserradas, comúnmente lampiñas en el haz, pelositas en los nervios en el envés; racimos de 5-20 cm, a menudo en panojas terminales grandes; flores pequeñas, blancas, pedicelos de hasta 3 mm, pubescentes, cáliz pubescente, de 1-1.5 mm, pétalos aovados, agudos; fruto de 8-12 mm de ancho, más o menos lampiño, alas comúnmente más anchas que altas.

## Propiedades
Para limpiar los dientes con esta planta uno corta una porción de la vid, despega la corteza y mastica la punta. La punta se vuelve fibrosa y espumosa con un sabor ligeramente amargo, pero no desagradable. La planta se utiliza para hacer una pasta de dientes comercial. También se puede usar como un ingrediente en Jamaica de la cerveza de jengibre.

## Taxonomía
Gouania lupuloides fue descrita por (L.) Urb. y publicado en Symbolae Antillanae seu Fundamenta Florae Indiae Occidentalis 4(3): 378. 1910.
Sinonimia
- Banisteria lupuloides L.
- Gouania domingensis (Jacq.) L.
- Gouania glabra Jacq.
- Gouania glabriuscula Stokes
- Gouania lupuloides var. aptera Urb.
- Gouania lupuloides var. parvifolia Hadač
- Gouania paniculata Spreng.
- Rhamnus domingensis Jacq.[4]